# Merckle
Merckle Group er et tysk konglomerat, der er grundlagt af Adolf Merckle. I 2022 havde de ca. 37.900 ansatte og en omsætning på ca. 29 mia. euro.
Først i koncernen var medicinalvirksomheden Merckle GmbH. I 1994 blev grossistvirksomheden Phoenix Pharmahandel etableret.
Andre selskaber i Merckle Group er skovbrugsvirksomheden Blauwald, køretøjsproducenten Kässbohrer Geländefahrzeug, metalvirksomheden Zollern og cementproducenten HeidelbergCement i alt over 100 datterselskaber.